# Jacques Grésa
Jacques Prudent Pierre Grésa (Canet de Rosselló, 16 de maig de 1898 - 27 de juliol de 1964) fou un funcionari i polític nord-català, diputa i regidor municipal del Partit Comunista Francès.

## Biografia
Fill d'un comerciant, volia ser mestre però la Primera Guerra Mundial va interrompre els seus estudis, i hi va lluitar com a aviador. Després ingressà a l'administració de finances i milità en el Sindicat de Contribucions Indirectes. El 1930 fou destinat a Colombes com a inspector de finances. Alhora, des del 1925 fou membre del Partit Comunista Francès, amb el qual fou elegit regidor municipal a París i conseller general del departament del Sena en 1935. A les eleccions legislatives franceses de 1936 fou escollit diputat del PCF pel departament del Sena. Durant la guerra civil espanyola fou vicepresident de l'Associació França-Espanya i secretari general del Comitè Nacional de Defensa de les Víctimes del Franquisme.
Com a diputat membre del grup obrer i camperol francès, fou arrestat, despullat del seu mandat el 21 de gener de 1941 i condemnat el 3 d'abril de 1940 pel 3r Tribunal Militar de París a cinc anys de presó, 4.000 francs de multa i 5 anys de privació dels drets cívics, civils i de família. per restar fidel a la línia del Partit Comunista i no haver denunciat el pacte germanosoviètic. Internat al sud d'Algèria, fou alliberat després del desembarcament aliat al Nord d'Àfrica.
Posteriorment fou director de gabinet de Frenand Grenier comissari de l'aire al govern d'Alger, i després del seu successor Charles Tillon. Un cio acabada la guerra, fou escollit diputat del PCF per l'Alta Garona a les eleccions legislatives franceses de novembre de 1946. Entre 1945 i 1951 fou qüestor i després secretari de l'Assemblea Nacional Francesa.